# Halo de 46°
Um halo de 46° é um halo ótico e raro centralizado no Sol. Em elevações solares entre 15 e 27°, às vezes é confundido com o mais arco infralateral e supralateral que são mais frequentemente observados. Seu nome é por cruzar o círculo parélico em 46° a partir do Sol.
Os halos de 46° são similares a, porém maiores e mais fracos que, os halos de 22° que são comuns. Ambos são formados quando a luz do sol entra em cristais de gelos hexagonais randomicamente orientados através de uma face prismática e saem em uma base hexagonal.
A inclinação de 90° entre as duas faces dos cristais faz as cores do halo de 46° serem mais dispersas que o de 22°. Além disso, como muito mais raios são defletidos em ângulos maiores que o ângulo de desvio mínimo, as bordas exteriores do halo são mais difusas.
Para perceber a diferença entre o halo de 46° e os arcos infra e supraletarais, deve-se observar atentamente a elevação do Sol e as formas flutuantes e orientação dos arcos. Os arcos supralaterais sempre tocam o arco circunzenital, enquanto o halo de 46° apenas consegue quando o Sol está localizado entre 15° e 27° sobre o horizonte, deixando um espaço entre as duas outras elevações. Por outro lado, arcos supralaterais não podem se formar quando o Sol está acima de 32°, portanto um halo na região de 46° sempre é um halo de 46° em elevações superiores. Todavia, se o Sol está próximo ao zênite arcos circumhorizontais ou infralaterais estão localizados abaixo de 46° em relação ao Sol e podem ser confundidos com o halo de 46°.